# Большой Абанур
Большой Абанур (горномар. Кого Ӓвӓныр) — деревня в Килемарском районе Республики Марий Эл. Входит в состав Большекибеевского сельского поселения.

## География
Находится в западной части республики Марий Эл на расстоянии приблизительно 18 км по прямой на северо-восток от районного центра посёлка Килемары.

## История
Упоминается с 1893 года. В 1891 году в 61 дворе проживали 336 человек, преимущественно мари. В 1931 года деревня была передана из Санчурского в Горномарийский район. В 1933 году в ней проживали 333 человека, из них 301 мари, 32 русских. В 1939 году проживали 298 человек, в 1950 году 214. В 1954 году насчитывалось 66 хозяйств, в 1958 году — 73 дома. В 1962 году в деревне проживали 253 человека, в 1967 году — 245. В 1974 году в 72 хозяйствах проживали 227 человек. В советское время работали колхозы имени Жданова и «Луч», переименованный в дальнейшем в «Светлый луч».

## Население
Население составляло 158 человека (мари 91 %) в 2002 году, 130 в 2010.